# Trauschendorf
Trauschendorf ist ein Gemeindeteil der kreisfreien Stadt Weiden in der Oberpfalz im bayerischen Regierungsbezirk Oberpfalz.

## Geographische Lage
Trauschendorf liegt 3 km südöstlich von Bechtsrieth, 7 km südöstlich von Weiden in der Oberpfalz und 2,3 km südöstlich von Muglhof
zwischen der Staatsstraße 2166 im Nordosten und der Bundesstraße 22 im Südwesten.
Trauschendorf liegt auf dem Osthang eines Höhenzuges zwischen dem Raitenbachtal im Westen und dem Tal der Luhe im Osten.
400 m südöstlich von Trauschendorf entspringt der Trauschenbach, der nach 1 km zwischen Kaimling und Roggenstein in die Luhe mündet.

## Ortsname
Das Gebiet an den Flüssen Luhe und Pfreimd war bereits im 10. Jahrhundert slawisch besiedelt.
Der Name Trauschendorf (auch: Tragesindorf) kommt aus dem Slawischen und deutet darauf hin, dass Trauschendorf auf eine solche frühe slawische Siedlung zurückgeht.

## Geschichte
Die Ortschaft Trauschendorf ist bereits für das Jahr 1043 belegt.
In einer Urkunde aus dem Jahr 1043 ist dokumentiert, dass Heinrich III. vier Königshufen in Trauschendorf, Matzlesrieth und Mogenriut (verfallen, bei Muglhof) an einen Berenger verschenkte.
Die Echtheit dieser Urkunde wird allerdings von verschiedenen Historikern bezweifelt.
Berenger (auch: Beringer, Beringerio, Beringar) war Vasall der Königinmutter Gisela und Stammvater der Grafen von Sulzbach.
Das Gebiet zwischen Luhe und Gleitsbach war ein ehemaliges Königsgut.
Die verschenkten Hufen hatten das Jagdrecht.
Vom 15. bis zum 18. Jahrhundert gehörten Besitzungen in Trauschendorf zur Herrschaft Waldau.
Im 16. Jahrhundert gehörten zwei Höfe in Trauschendorf zur Hofmark Roggenstein.
In Steuerbeschreibungen aus dem 18. Jahrhundert wird Trauschendorf als ein zur Gemeinde Muglhof gehörendes Dorf mit 16 Anwesen und einem Hirtenhaus genannt.
Drei Anwesen in Trauschendorf standen unter leuchtenbergischer Gerichtsbarkeit, drei Anwesen gehörten zur Hofmark Roggenstein, zwei Anwesen zur Hofmark Waldau und ein Anwesen zur Hofmark Kaimling.
Trauschendorf gehörte zur Pfarrei Roggenstein.
Trauschendorf gehörte zum 1808 gebildeten Steuerdistrikt Roggenstein.
Der Steuerdistrikt Roggenstein bestand aus den Dörfern Lämersdorf, Roggenstein, Trauschendorf und den Einöden Abdeckerei und Hammerhäusl.
1809 gehörte Trauschendorf zum Patrimonialgericht Waldau.
Im Jahr 1821 bildete Trauschendorf zusammen mit Oedenthal eine unmittelbare landgerichtische Ruralgemeinde.
Trauschendorf war ein Dorf mit 15 Familien und Oedenthal ein Weiler mit 4 Familien.
1830 wurde die Gemeinde Trauschendorf mit Oedenthal nach Muglhof eingemeindet.
1838 wurde das Landgericht Weiden in der Oberpfalz gebildet.
Dabei gelangte Trauschendorf mit der Gemeinde Muglhof aus dem Landgericht Vohenstrauß zum Landgericht Weiden.
Im Zuge der Gebietsreform in Bayern 1972 kam Trauschendorf als Teil der Gemeinde Muglhof zur kreisfreien Stadt Weiden.

### Einwohnerentwicklung in Trauschendorf von 1838 bis 2011
| Jahr | Einwohner | Gebäude |
| ---- | --------- | ------- |
| 1838 | 96        | 15      |
| 1861 | 82        | k. A.   |
| 1871 | 83        | 62      |
| 1885 | 89        | 15      |
| 1900 | 90        | 16      |
| 1913 | 80        | 13      |

| Jahr | Einwohner | Gebäude |
| ---- | --------- | ------- |
| 1925 | 90        | 14      |
| 1950 | 80        | 14      |
| 1961 | 73        | 14      |
| 1970 | 64        | k. A.   |
| 1987 | 64        | 15      |
| 2011 | 45        | k. A.   |

## Tourismus, Sehenswürdigkeiten

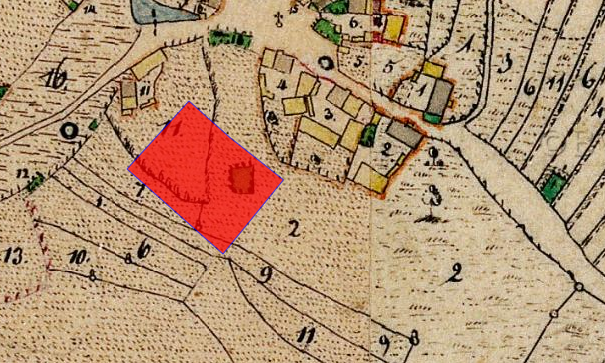
Lage des Turmhügels Trauschendorf

In Trauschendorf gibt es ein Naturfreundehaus mit Übernachtungsmöglichkeit.
Im Naturfreundehaus befindet sich eine Mineraliensammlung mit Fundstücken aus der Umgebung.
Am Südrand von Trauschendorf liegt der Turmhügel Trauschendorf einer abgegangenen mittelalterlichen Turmhügelburg (Motte).
Der etwa 40 Höhenmeter über dem Talboden gelegene Burghügel wurde in den Jahren 1966/67 im Zuge der Flurbereinigung völlig eingeebnet.